# Leptothele
Leptothele is een geslacht van spinnen uit de familie Dipluridae.

## Soorten
De volgende soorten zijn bij het geslacht ingedeeld:
- Leptothele bencha Raven & Schwendinger, 1995